# Kanton Saint-Martin-Vésubie
Der Kanton Saint-Martin-Vésubie war bis 2015 ein französischer Wahlkreis im Arrondissement Nizza, im Département Alpes-Maritimes und in der Region Provence-Alpes-Côte d’Azur. Hauptort (frz.: chef-lieu) war Saint-Martin-Vésubie.
Der Kanton war 115,11 km² groß und hatte 1497 Einwohner (Stand 2012).

## Gemeinden
| Gemeinde             | Einwohner (Stand: 2022) | Code postal | Code Insee |
| -------------------- | ----------------------- | ----------- | ---------- |
| Saint-Martin-Vésubie | 1379                    | 06450       | 06127      |
| Venanson             | 197                     | 06450       | 06156      |